# Minelli (piosenkarka)
Minelli, właśc. Luisa Ionela Luca (ur. 22 sierpnia 1988 w Slobozii) – rumuńska piosenkarka i autorka tekstów.

## Życiorys
Kiedy miała 11 lat, została wokalistką zespołu muzycznego, który założyła w swoim rodzinnym mieście. W latach 2006–2009 należała do Girls bandu Wassabi, który z piosenkami „Crazy” (nagrana z zespołem Morandi) i „Do the Tango with Me” wziął udział w Selecția Națională 2007, krajowych eliminacjach wyłaniających reprezentanta Rumunii na Konkurs Piosenki Eurowizji 2007.
Po rozpadzie Wassabi skupiła się na swojej karierze solowej i zaczęła pracować jako piosenkarka i autorka tekstów. Tworzyła piosenki dla innych wykonawców, takich jak Roxen, Inna, Sickotoy czy Elvana Gjata.
Zyskała sławę dzięki swojemu singlowi „Mariola” z 2019, który znalazł się na szczycie rumuńskiej listy Airplay 100. W 2021 wylansowała singel „Rampampam”, który stał się hitem w wielu krajach, takich jak m.in. Bułgaria, Czechy i Węgry. Pod koniec sierpnia 2021 „Rampampam” uplasował się na 139. miejscu na liście Billboard Global Excl. W 2024 został współautorką utworu „Karnaval”, z którym Elvana Gjata zajęła drugie miejsce w finale 63. edycji Festivali i Këngës.

## Życie prywatne
W 2007 podczas nagrań w studiu muzycznym poznała Luciana Lukę, którego później poślubiła i z którym ma dwoje dzieci: Sarah (ur. 2010) i Filipa (ur. 2017).